# اژدهای پدرم (فیلم ۲۰۲۲)
اژدهای پدرم (انگلیسی: My Father's Dragon) یک فیلم پویانمایی ایرلندی-آمریکایی در ژانر فانتزی-ماجراجویی محصول ۲۰۲۲ به کارگردانی نورا توومی است. این فیلم بر اساس رمانی به همین نام توسط روث استایلز گنت از سال ۱۹۴۸ ساخته شده‌است، و جیکوب ترمبلی، گیتن ماتارازو، گلشیفته فراهانی، دایان ویست، ریتا مورنو و جودی گریر در کنار گروهی از بازیگران در آن ایفای نقش می‌کنند.
این فیلم که توسط نتفلیکس انیمیشن، کارتون سالون، ماکینگبرد پیکچرز و پارالل فیلمز تهیه شده‌است، در ابتدا برای نخستین بار در سال ۲۰۲۱ برای پخش از طریق نتفلیکس تنظیم شده بود، اما تاریخ انتشار آن به ۱۱ نوامبر ۲۰۲۲ به تعویق افتاد.

## طرح داستان
اِلمِر اِلِوِیتور (Elmer Elevator)، پسری فراری است که به دنبال اژدهایی اسیرشده در جزیره‌ای وحشی می‌گردد و چیزی بسیار بیشتر از آن که می‌توانست پیش‌بینی کند را پیدا می‌کند.

## صداپیشه‌ها
- جیکوب ترمبلی در نقش اِلمِر اِلِوِیتور
- گاتن ماتارازو در نقش بوریسِ اژدها
- ووپی گلدبرگ در نقش گربه
- ایان مک‌شین در نقش گوریل
- گلشیفته فراهانی در نقش دِلا اِلِوِیتور، مادر اِلمِر[۳][۷]
- دایان ویست در نقش کرگدن
- ریتا مورنو در نقش خانم مک‌کلارن
- کریس اودوود در نقش کوان ماکاک
- جودی گریر در نقش نهنگ
- الن کامینگ در نقش تمساح[۸]
- یارا شهیدی در نقش کلی[۳]
- جکی ارل هیلی در نقش شبگردان هندی
- مری کی پلیس در نقش راوی و دختر اِلمِر
- لیتون میستر در نقش ساشا ببر و خواهر جرج
- اسپنس مور دوم در نقش جرج ببر و برادر ساشا
- آدام برودی در نقش باب
- چارلین وای در نقش مگدا
- مگی لینکلن در نقش گرتی
- جک اسمیت در نقش یوجین

## تولید
در ژوئن ۲۰۱۶ گزارش شد که کارتون سالون در حال ساخت اقتباسی از رمان اژدهای پدرم است که تام مور و نورا توومی کارگردانی مشترک آن را بر عهده دارند. نتفلیکس در نوامبر ۲۰۱۸ اعلام کرد که وارد پروژه شده‌است. توومی اکنون تنها کارگردان بود.
در آوریل ۲۰۲۲ بازیگران همراه با اولین تصویر از فیلم، و مایکل و جف دانا به عنوان آهنگسازان فیلم، مشخص شدند.

## انتشار
نتفلیکس قبلاً در نوامبر ۲۰۱۸ اعلام کرده بود که این فیلم در سال ۲۰۲۱ اکران خواهد شد. با این حال، در ژانویه ۲۰۲۱، مدیر عامل نتفلیکس، تد ساراندوس اعلام کرد که اکران این فیلم می‌تواند به «۲۰۲۲ یا بعد از آن» منتقل شود تا معیارهای نتفلیکس برای انتشار شش فیلم پویانمایی در سال برآورده شود. نتفلیکس در فوریه ۲۰۲۲ اعلام کرد که این فیلم در نوامبر همان سال اکران خواهد شد. در سپتامبر ۲۰۲۲، نتفلیکس اعلام کرد که این فیلم در ۱۱ نوامبر ۲۰۲۲ اکران خواهد شد.

## بازخورد

### پاسخ انتقادی
در وبگاه جمع‌آوری نقد راتن تومیتوز، ٪۸۶ از ۵۷ بررسی منتقدان مثبت است و میانگینِ امتیاز آن ۷٫۲/۱۰ است. این فیلم در متاکریتیک که از میانگین وزنی استفاده می‌کند، بر اساس نظر ۲۰ منتقدین امتیاز ۷۴ از ۱۰۰ را کسب کرده که نشان‌گر «نقدهای عموماً مطلوب» است.

### جوایز و نامزدی‌ها
| جشنواره                    | تاریخ مراسم   | رده                    | دریافت‌کننده | نتیجه | منبع          |
| -------------------------- | ------------- | ---------------------- | ----------- | ----- | ------------- |
| «انیمیشن ایز فیلم فستیوال» | ۲۲ اکتبر ۲۰۲۲ | جایزه ویژهٔ هیئت داوران | اژدهای پدرم | برنده | [ ۱۸ ] [ ۱۹ ] |